# Liên Sơn, Hồ Lô Đảo
Liên Sơn (chữ Hán giản thể: 连山区, âm Hán Việt: Liên Sơn khu) là một quận của địa cấp thị Hồ Lô Đảo, tỉnh Liêu Ninh, Cộng hòa Nhân dân Trung Hoa. Quận Liên Sơn có diện tích 1653 km², dân số 630.000 người. Mã số bưu chính là 125001. Chính quyền quận đóng tại số 15 đại lộ Trung ương. Quận Liên Sơn được chia thành 11 nhai đạo, 7 trấn và 8 hương
- Nhai đạo biện sự xứ: Hưng Công, Bột Hải, Hoá Cơ, Liên Sơn, Nhất Lĩnh Bát, Thủy Nê, Trạm Tiền, Hóa Công, Thạch Du, Miên Giao, Dương Gia Trượng Tử.
- Trấn: Đài Tập Truân, Tự Nhi Bảo, Kim Tinh, Cương, Hồng Hoa Hiện, Cao Kiều, Tân Đài Môn.
- Hương: San Thần Miếu Tử, Bạch Mã Thạch, Sa Hà Doanh, Qua Trúc Doanh Tử, Dương Giao, Trương Tướng Truân, Tháp San, Đại Hưng.